# 豺狼座τ
豺狼座τ，又名CD-44 9322，HD 126341、SAO 224919、HR 5395，是豺狼座的一颗恒星，视星等为4.56，位于銀經319.92，銀緯14.5，其B1900.0坐标为赤經14h 19m 42.9s，赤緯-44° 14.5′ 9″。